# Hōfu
Hōfu (防府市, Hōfu-shi) est une ville située dans la préfecture de Yamaguchi, au Japon.

## Géographie

### Situation
Hōfu est située dans le sud de la préfecture de Yamaguchi, au bord de la mer intérieure de Seto.

### Municipalités limitrophes
| Yamaguchi              | Yamaguchi              | Yamaguchi              |
| Yamaguchi              | Hōfu                   | Shūnan                 |
| mer intérieure de Seto | mer intérieure de Seto | mer intérieure de Seto |

### Démographie
En septembre 2020, la population de Hōfu s'élevait à 115 603 habitants, répartis sur une superficie de 189,37 km2.

## Histoire
Hōfu s'est développée comme capitale de la province de Suō.
La ville moderne de Hōfu a été créée le 25 août 1936.

## Culture locale et patrimoine
- Hōfu Tenman-gū.
- Le musée Mōri (en) conserve une célèbre collection d'art japonais ancien, dans le cadre d'une habitation ancienne (XVIe siècle ?) appartenant à l'ancienne famille du seigneur féodal Choshu Mori[2], dont le Paysage des quatre saisons de Sesshū. Environ 20 000 objets d'art et d'artisanat et des documents historiques transmis à l'ancienne famille de seigneur féodal Choshu Mori sont conservés et exposés. Parmi ces objets, il y a quatre trésors nationaux et sept biens culturels importants. Ce lieu d'exception est connu comme l'un des principaux musées de l'ouest du Japon.

## Transports
Hōfu est desservie par la ligne principale Sanyō de la JR West. La gare de Hōfu est la principale gare de la ville.
La ville possède un port.

## Jumelage
Hōfu est jumelée avec :
- Chuncheon (Corée du Sud)
- Monroe (États-Unis)

## Personnalités liées à la municipalité
- Santōka Taneda (1882-1940), poète
- Katsuji Fukuda (1899-1991), photographe
- Ikuhiko Hata (né en 1932), historien
- Nobuko Takagi (née en 1946), écrivaine